# Pipreola intermedia
El frutero colifajado (Pipreola intermedia), también denominado frutero de cola bandeada (en Perú) o granicera de cola franjeada, es una especie de ave paseriforme de la familia Cotingidae perteneciente al género Pipreola. Es nativo de los Andes del occidente de América del Sur.

## Distribución y hábitat
Se distribuye por la pendiente oriental de los Andes peruanos, desde La Libertad y San Martín al sur hasta el oeste de Bolivia (La Paz, Cochabamba).
Esta especie es considerada poco común en su hábitat natural, el estrato medio y bajo de bosques húmedos tropicales montanos entre 2300 y 3000 m de altitud, pero más bajo (hasta los 1500 m) hacia el sur.

## Población
La población permanece estable, dada su extensa área de distribución y ser una especie relativamente común.

## Sistemática

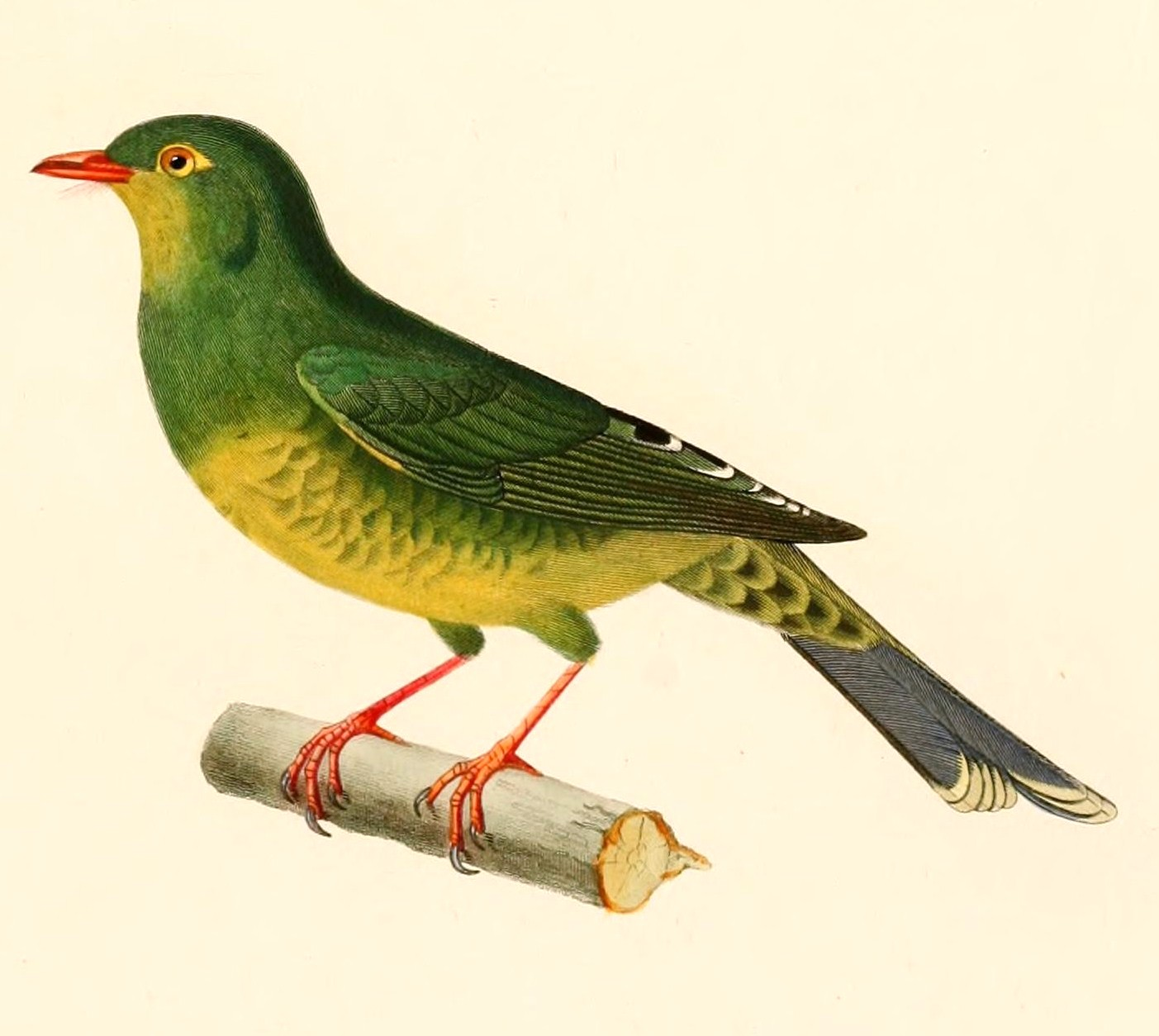
Ampelis viridis, sinónimo de Pipreola intermedia signata, ilustración en d'Orbigny Voyage dans l'Amérique Méridionale, 1847.

### Descripción original
La especie P. intermedia fue descrita por primera vez por el ornitólogo polaco Władysław Taczanowski en 1884 bajo el nombre científico Pipreola viridis intermedia; la localidad tipo es «Maraynioc, centro de Perú».

### Etimología
El nombre genérico femenino «Pipreola» es un diminutivo del género Pipra, demostrando alguna afinidad entre los mismos; y el nombre de la especie «intermedia», proviene del latín «intermedius» que significa ‘intermediario’, ‘que está entre otros dos’.

### Taxonomía
Está hermanada con Pipreola riefferii, y ya han sido tratadas como conespecíficas; sin embargo, además de la diferencias de plumaje (especialmente el color de la cola), las zonas de distribución de ambas se sobreponen en el centro de Perú, y  en algunas áreas ocurren juntas, a pesar de que sus zonas difieren altitudinalmente.

### Subespecies
Según las clasificaciones Clements Checklist/eBird, y el Congreso Ornitológico Internacional (IOC) se reconocen dos subespecies, con su correspondiente distribución geográfica:
- Pipreola intermedia intermedia Taczanowski, 1884 – pendiente oriental de los Andes peruanos desde el este de La Libertad y San Martín al sur hasta Junín.
- Pipreola intermedia signata (Hellmayr, 1917) – pendiente oriental de los andes del sureste de Perú (Cuzco, Puno) y oeste de Bolivia (La Paz, Cochabamba).